# Channes
Channes est une commune française, située dans le département de l'Aube en région Grand Est.

## Géographie
|                 | Bragelogne-Beauvoir |                    |
|                 | Channes             | Vertault Côte-d'Or |
| Arthonnay Yonne | Arthonnay Yonne     |                    |

### Hydrographie
La commune est dans la région hydrographique « la Seine de sa source au confluent de l'Oise (exclu) » au sein du bassin Seine-Normandie. Elle est drainée par  et divers autres petits cours d'eau,.

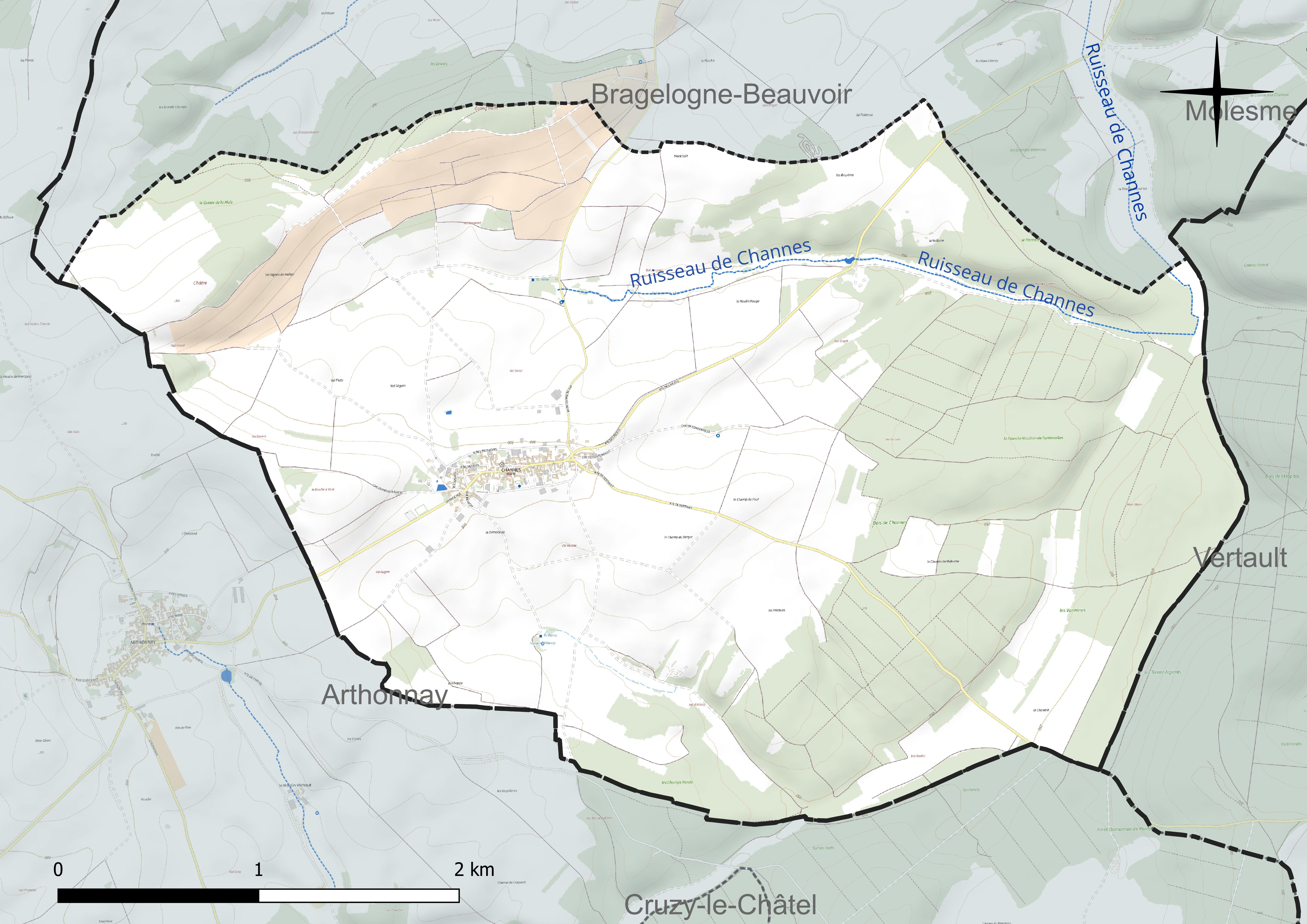
Réseau hydrographique de Channes.

### Climat
Pour des articles plus généraux, voir Climat du Grand Est et Climat de l'Aube.
En 2010, le climat de la commune est de type climat des marges montargnardes, selon une étude du Centre national de la recherche scientifique s'appuyant sur une série de données couvrant la période 1971-2000. En 2020, Météo-France publie une typologie des climats de la France métropolitaine dans laquelle la commune est exposée à un climat océanique altéré et est dans la région climatique Lorraine, plateau de Langres, Morvan, caractérisée par un hiver rude (1,5 °C), des vents modérés et des brouillards fréquents en automne et hiver.
Pour la période 1971-2000, la température annuelle moyenne est de 10,4 °C, avec une amplitude thermique annuelle de 15,9 °C. Le cumul annuel moyen de précipitations est de 860 mm, avec 12,7 jours de précipitations en janvier et 8,8 jours en juillet. Pour la période 1991-2020, la température moyenne annuelle observée sur la station météorologique de Météo-France la plus proche, « Cruzy_sapc », sur la commune de Cruzy-le-Châtel à 10 km à vol d'oiseau, est de 11,1 °C et le cumul annuel moyen de précipitations est de 845,8 mm. 
La température maximale relevée sur cette station est de 40,7 °C, atteinte le 25 juillet 2019 ; la température minimale est de −21 °C, atteinte le 16 janvier 1985,,.
Les paramètres climatiques de la commune ont été estimés pour le milieu du siècle (2041-2070) selon différents scénarios d'émission de gaz à effet de serre à partir des nouvelles projections climatiques de référence DRIAS-2020. Ils sont consultables sur un site dédié publié par Météo-France en novembre 2022.

## Urbanisme

### Typologie
Au 1er janvier 2024, Channes est catégorisée commune rurale à habitat dispersé, selon la nouvelle grille communale de densité à 7 niveaux définie par l'Insee en 2022.
Elle est située hors unité urbaine et hors attraction des villes,.

### Occupation des sols
L'occupation des sols de la commune, telle qu'elle ressort de la base de données européenne d’occupation biophysique des sols Corine Land Cover (CLC), est marquée par l'importance des territoires agricoles (60,8 % en 2018), une proportion sensiblement équivalente à celle de 1990 (60,1 %). La répartition détaillée en 2018 est la suivante : 
terres arables (54,5 %), forêts (37,2 %), cultures permanentes (6,3 %), zones urbanisées (2 %). L'évolution de l’occupation des sols de la commune et de ses infrastructures peut être observée sur les différentes représentations cartographiques du territoire : la carte de Cassini (XVIIIe siècle), la carte d'état-major (1820-1866) et les cartes ou photos aériennes de l'IGN pour la période actuelle (1950 à aujourd'hui).

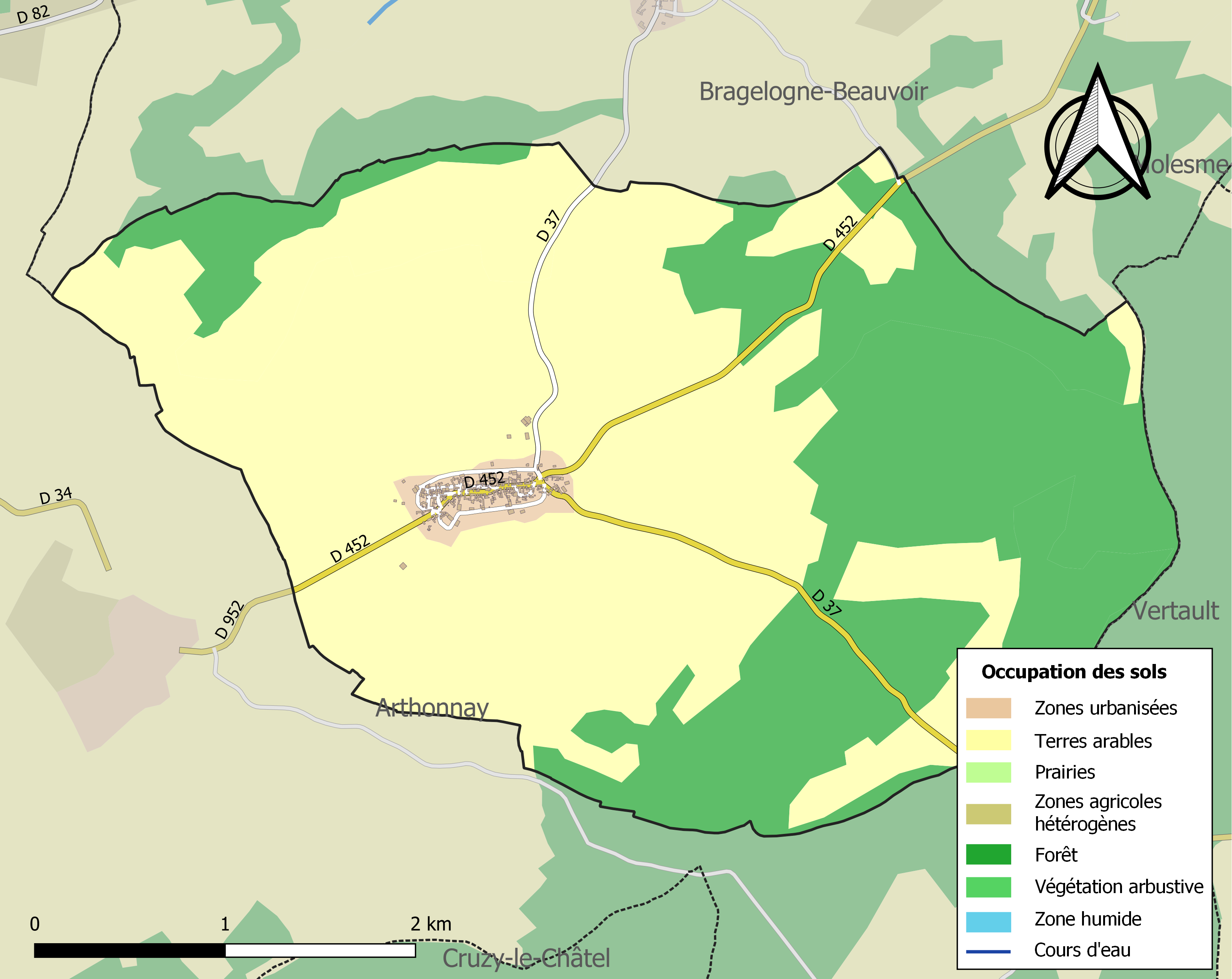
Carte des infrastructures et de l'occupation des sols de la commune en 2018 (CLC).

## Histoire
- CHANNES est cité en 1151 sous le nom de "Chaunnes" dans une charte de l'abbaye de Quincy, puis en 1219 sous le nom de "Cheonnaium" sur un cartulaire de l'abbaye de Molesme et en 1381 sous le nom de "Chaonnes" (Foi et hommages rendus par plusieurs seigneurs; l'appellation actuelle "Channes" apparait à partir du XVIIe siècle

Un bailli désigné par l'abbaye de Molesmes administre la justice aux XVIIe et XVIIIe siècles.
"Le 26 décembre 1790, Calmelet, Curé de Channes, bénit une croix de fer au bout du village, sur le chemin de Riceys... Toute la paroisse est en procession, et la cérémonie est faite avec toute la solennité requise en pareil cas et avec beaucoup de piété et de recueillement..."

## Politique et administration
| Période                                  | Période   | Identité                                        | Étiquette | Qualité              |
| ---------------------------------------- | --------- | ----------------------------------------------- | --------- | -------------------- |
| 1945                                     | 1963      | M. Fernand Marot                                | ??        | Marchand de bestiaux |
| 1963                                     | 1975      | M. Jean Fèvre                                   | ??        | Retraité             |
| 1975                                     | mars 1989 | M. Henri Guilleminot                            | ??        | Entrepreneur         |
| mars 1989                                | mars 2001 | M. Jean Paris                                   | ??        | Agri-Viti            |
| mars 2001                                | En cours  | Mme Annie Morel Réélue pour le mandat 2020-2026 | DVD       | Viticultrice         |
| Les données manquantes sont à compléter. |           |                                                 |           |                      |

## Démographie
L'évolution du nombre d'habitants est connue à travers les recensements de la population effectués dans la commune depuis 1793. Pour les communes de moins de 10 000 habitants, une enquête de recensement portant sur toute la population est réalisée tous les cinq ans, les populations de référence des années intermédiaires étant quant à elles estimées par interpolation ou extrapolation. Pour la commune, le premier recensement exhaustif entrant dans le cadre du nouveau dispositif a été réalisé en 2007.

En 2022, la commune comptait 116 habitants, en évolution de −3,33 % par rapport à 2016 (Aube : +0,7 %, France hors Mayotte : +2,11 %).
| 1793 | 1800 | 1806 | 1821 | 1831 | 1836 | 1841 | 1846 | 1851 |
| ---- | ---- | ---- | ---- | ---- | ---- | ---- | ---- | ---- |
| 530  | 527  | 554  | 484  | 471  | 457  | 456  | 454  | 425  |

| 1856 | 1861 | 1866 | 1872 | 1876 | 1881 | 1886 | 1891 | 1896 |
| ---- | ---- | ---- | ---- | ---- | ---- | ---- | ---- | ---- |
| 395  | 377  | 367  | 350  | 334  | 310  | 324  | 304  | 286  |

| 1901 | 1906 | 1911 | 1921 | 1926 | 1931 | 1936 | 1946 | 1954 |
| ---- | ---- | ---- | ---- | ---- | ---- | ---- | ---- | ---- |
| 287  | 261  | 255  | 225  | 237  | 215  | 200  | 204  | 230  |

| 1962 | 1968 | 1975 | 1982 | 1990 | 1999 | 2006 | 2007 | 2012 |
| ---- | ---- | ---- | ---- | ---- | ---- | ---- | ---- | ---- |
| 200  | 180  | 178  | 166  | 148  | 143  | 130  | 128  | 118  |

| 2017 | 2022 | - | - | - | - | - | - | - |
| ---- | ---- | - | - | - | - | - | - | - |
| 123  | 116  | - | - | - | - | - | - | - |

## Culture locale et patrimoine

### Lieux et monuments
- Église de la Nativité-de-la-Vierge de Channes.
- La Fontaine Sainte Anne à Channes : Avant de suivre la Sarce, les petits futés ont tout le loisir d’aller à Channes, boire l’eau de la fontaine Sainte-Anne, qui prévient les  maladies contagieuses.

### Personnalités liées à la commune
En 1798, les réquisitions firent place à une conscription militaire comprenant tous les jeunes gens de 20 à 25 ans ;le remplacement était autorisé et ce mode de recrutement fut usité pendant tout l'empire.
C'est après que le recrutement a été établi par différentes lois en 1818, 1824 et 1832 : tous les ans, chaque département fournit un certain nombre de conscrits pris dans la classe de ceux qui ont atteint leur vingtième année et désignés par le sort. La durée du service est de 7 ans (!); Le contingent annuel est de 80 000 hommes. La loi permet les remplacements et admet des exemptions et des dispenses... Le remplacement militaire fut longtemps livré à la spéculation...